# На Ёнсок
На Ёнсок (кор. 나영석?, 羅䁐錫?; род. 15 апреля 1976 года, Чхонджу, Чхунчхон-Пукто, Республика Корея), часто известный под прозвищем На Пэ Ди (англ. Na PD, букв. на рус. На Продюсер), — южнокорейский телепродюсер и режиссёр. Наибольшую известность На получил благодаря продюсированию популярных реалити-шоу, таких как «1 ночь и 2 дня», «Новое путешествие на Запад», «Дедушки краше цветов», «Три блюда в день», «Кухня Юн», «В гостях у Юн», «Earth Arcade» и их спин-оффы. За свою карьеру был удостоен множества наград, включая три премии «Пэксан», одна из которых в категории «Гран-при — телевидение».

## Ранняя жизнь и образование
На Ёнсок родился 15 апреля 1976 года в Чхонджу, провинция Чхунчхон-Пукто. В средней и старшей школе он жил в родном городе, который описывал как ничем не примечательный и обыденный. После этого На переехал в Сеул и поступил в Университет Ёнсе, где получил степень по государственному управлению. Он выбрал эту область обучения, потому что его отец работал гражданским служащим в мэрии Чхонджу и посоветовал ему пойти по тому же пути, если у него нет особых устремлений. Первоначально На планировал сдать экзамен на государственную службу после завершения обучения.
Во время учёбы в университете На активно участвовал в театральном клубе факультета социальных наук, к которому относится кафедра государственного управления. С первого курса до выпуска он посвятил себя клубной деятельности. Начав с небольших ролей, он получил разнообразный опыт в качестве актёра второго плана, персонала на площадке и, в конечном итоге, даже режиссёра. Эти занятия приносили ему радость и побудили задуматься о карьере в индустрии вещания, будь то телевидение или кино.
После окончания обучения На увидел объявление о вакансии сценариста ситкома и подал заявку. Он устроился на работу ассистентом режиссёра в кинокомпанию. К сожалению, компания, в которую он пришёл, столкнулась с финансовыми трудностями и обанкротилась, оставив его без работы всего через два месяца. Чтобы свести концы с концами, он работал преподавателем в академии, одновременно готовясь к трудоустройству в медиакомпанию. Однако он столкнулся с трудностями при сдаче вступительных тестов по текущим событиям и провалил большинство из них. В 2001 году он принял решение подать заявку в KBS.

## Карьера

### Ранняя карьера в KBS
В 2001 году На подал заявку на участие в 27-м открытом наборе на KBS. Он был твёрдо убеждён, что как специалист по оценке он предпочёл бы выбирать людей, которые преуспели в определённых областях, а не тех, кто был посредственен во многих сферах. Из-за своего стойкого отвращения к написанию эссе он сосредоточился на искусстве составления планов. С этого момента он полностью посвятил себя просмотру телепередач, сузив свои интересы до анализа трёх конкретных аспектов: «Это интересно из-за этого. Если это не интересно, то это не интересно из-за этого. Если бы меня попросили изменить эту программу, я бы сделал это таким образом». На был убежден, что его приём на KBS стал результатом его исключительного «плана».
Он начал свою карьеру в качестве ассистента режиссёра в отделе развлекательных программ телеканала. В 2002 году ему была поручена роль ассистента режиссёра Ли Мёнхана в шоу «Декларация свободы Сегодня суббота — Война роз». Программа была посвящена встречам мужчин-артистов и студенток колледжей, которые искали пару в горном домике. Именно во время работы над этой программой он сотрудничал с другими ассистентами режиссёров — Син Вонхо и Ли Уджон, которая была главным сценаристом.
В 2002 году, когда Ли Мёнхан руководил программой «Super TV Sunday is Fun», его младшие коллеги отвечали за режиссуру отдельных сегментов шоу. На был назначен на должность ассистента режиссёра и занимался сегментом «Let's Go! Dream Team — Сезон 1». Тем временем Син Вонхо режиссировал программу «Kung Kung Ta» [10]. Они снова работали вместе в программе «Star Golden Bell» (2004).
В конечном итоге они сформировали группу, известную как Исследовательский институт Ёидо, также известную как подразделение Ли Мёнхана.
На и Ли Мёнхан воссоединились с сценаристкой Ли Уджон, когда оба работали над совместным руководством проектом «Героиня 5». «Героиня 5» была одним из сегментов программы «Воскресение 101%», которая была переименована в «Счастливое воскресенье» с ноября 2004 года. Программа транслировалась на KBS2 с 4 апреля 2004 года по 1 мая 2005 года. За ней последовало продолжение, «Героиня 6», которое шло на KBS2 с 8 мая 2005 года по 29 апреля 2007 года. Когда Ли и На Ёнсок разрабатывали новые сегменты, режиссером стал Син Вонхо.
На и Ли Мёнхан работали над двумя новыми сегментами программы «Счастливое воскресенье»: «Хай Файв» и «Готовы ли вы?». Сегмент «Хай Файв» транслировался на KBS 2TV с 6 мая 2007 года по 18 мая 2008 года. Ведущим шоу был Джи Сокчин, а в центре внимания находились пять звёзд, которые пробовали себя в различных профессиях. В рамках шоу они исполняли роли стюардесс, фермеров, каскадёров и полицейских. Учитывая разнообразие профессионального опыта звёзд, в их обучение часто включались комедийные элементы и неожиданные повороты. В первоначальном составе «Хай Файв» были комик Чо Херюн, телеведущая Хён Ён, певица Чхэ Ён, ведущая Пак Кёнрим и актриса Ким Минсун.
«Счастливое воскресенье: Готовы ли вы?» — южнокорейское развлекательное шоу, выходившее с 6 мая по 29 июля 2007 года. Ведущим был Кан Ходон, а в состав участников входили Ли Сугын, Ын Дживон, Ким Джонмин, Но Хончхоль и Чи Саннёль. Шоу было посвящено различным играм, в которых участвовали как постоянные участники, так и приглашённые гости. Первые три эпизода были сосредоточены на играх, связанных с китайским языком, а последующие эпизоды до финала включали физические и логические игры. К сожалению, из-за низких рейтингов шоу было закрыто после выхода 12 эпизодов.

### 1 ночь и 2 дня

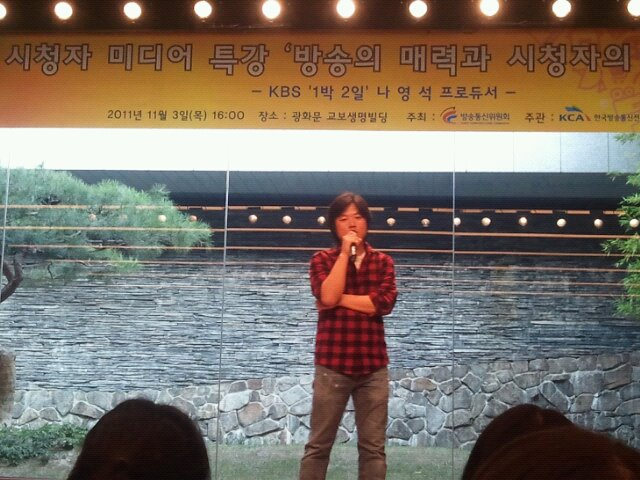
На Ёнсок, 2011 год

На и Ли Мёнхан сделали прорыв в 2007 году с программой «1 ночь и 2 дня», которая ввела формат дорожных путешествий в корейские реалити-шоу. Постоянный состав комиков, певцов и актёров посещал различные города Кореи, проводя там одну ночь и два дня, и занимался такими активностями, как игры, кемпинг и осмотр достопримечательностей. В главных ролях были Кан Ходон, Ли Сугын, Ын Дживон, Ким Джонмин, Но Хёнчхоль и Чи Саннёль (позже к ним присоединились Кан Тэун, Ли Сынги, MC Мон и Ом Тхэун). Программа быстро стала самой рейтинговой развлекательной передачей на KBS и национальным развлечением, достигнув пикового рейтинга зрительской аудитории в 40%.
Шоу не только способствовало развитию туризма в местах, где оно снималось, но и приобрело огромную популярность среди актёров и даже съёмочной группы. Поскольку На часто появлялся на экране во время взаимодействия с актёрами, он сам вскоре стал известен среди корейских зрителей, которые ласково называли его «На PD» (где «PD» — это распространённый в корейском телевидении термин, обозначающий «продюсер-режиссёр» или «директор производства»).
Ким Сон Юн, исследователь из Института культуры и общества, сказал:
На был первым продюсером, который показал своё мировоззрение через сферу развлечений ... Это главная причина, по которой зрители чётко запоминают имя продюсера, в то время как имена других продюсеров они не могут вспомнить.
В январе 2012 года На, признанный за свой вклад, был повышен до заместителя генерального директора второго уровня, что на один ранг выше предыдущего. После этого он взял перерыв, чтобы написать книгу. Также в 2012 году он разработал ещё одну программу для KBS — «Условия человеческого существования», премьера которой состоялась в октябре. В шоу участвовали шесть комиков (Ким Джунхён, Ким Джунхо, Хо Кёнхван, Ян Сангук, Чон Тхэхо и Пак Сонхо), которые жили вместе в течение семи дней под определёнными ограничениями, такими как отсутствие гаджетов, электричества и воды. На выступил продюсером четырёхсерийного пилотного выпуска. Во время этого перерыва несколько раз появлялись слухи о его переводе, но На опровергал их как недостоверные.
На покинул KBS 18 декабря 2012 года после 12 лет работы на телеканале. Его уход, а также уход других участников, ознаменовал окончание первого сезона шоу «1 ночь и 2 дня» (серии 1–232). Второй сезон стартовал с новым составом участников и дополнительными новыми актерами. Шоу «Условия человеческого существования» также продолжило выходить в эфир без участия На.

### Карьера в CJENM

#### «Дедушки краше цветов»
2 января 2013 года На подписал контракт с медиаконгломератом CJ E&M, который владеет кабельными каналами, включая tvN. Сообщалось, что CJ E&M привлекло его не только более высокой зарплатой, но и обещанием большего творческого контроля и влияния. На сказал: «Я решил, что на кабельном телевидении больше возможностей для творчества. Всё движется быстро. Программы приходят и уходят, как и внимание зрителей. Поэтому мы вынуждены пробовать разные вещи».
Для своей первой кабельной программы На снова выбрал концепцию путешествий, но на этот раз за границу. В эпоху, когда культура всё больше ориентирована на молодёжь, он удивил экспертов, пригласив четырёх актёров в возрасте семидесяти лет: Ли Сунджэ, Син Гу,Пак Гынхёна и Пэк Ильсопа. Поскольку путешествия с рюкзаком в основном ассоциировались с молодыми людьми, На хотел изменить эту идею и сделать её свежей. Он сказал, что размещение опытных актёров (которые привыкли к определённым вещам) в экзотических условиях позволяет раскрыть «неожиданные» элементы, которые делают шоу интересным для зрителей. Шоу под названием «Дедушки за цветами» (игра слов, отсылающая к японской манге Hana Yori Dango) рассказывало о четырёх актёрах, путешествующих по Франции и Швейцарии в сопровождении «портье» — актёра Ли Соджина. Оно сразу же стало хитом, когда вышло в 2013 году, и, как и «1 ночь и 2 дня» до этого, стало культурным феноменом. Актёрский состав приобрёл дополнительную популярность среди молодёжи, а шоу вдохновило конкурентов на создание аналогичных программ для пожилых людей. Телеканал tvN также использовал популярность шоу на внутреннем рынке для международного успеха, продав права на ремейк в США. На объяснил, почему шоу нашло отклик у зрителей: «Это потому, что у пожилых людей с большим опытом есть много историй, которыми они могут поделиться. Путешествуя с людьми, у которых за плечами много успехов и неудач, можно многому у них научиться».
После успеха шоу «Дедушки краше цветов» и «1 ночь и 2 дня» На закрепил за собой репутацию самого влиятельного создателя и продюсера корейских реалити-шоу.
Следующие сезоны снимались на Тайване (2013), в Испании (2014) и Греции (2015).] Актриса Чхве Джиу присоединилась к актёрскому составу во время поездки в Грецию.

#### «Нуны краше цветов», «Юность краше цветов»
В конце 2013 года шоу «Дедушки краше цветов» было приостановлено (актёры были заняты своими проектами). На выпустил первый спин-офф под названием «Нуны краше цветов». Используя тот же формат, он собрал группу ведущих актрис (Юн Ёджон, Ким Джаок, Ким Хи Э и Ли Миён) и вывел их из зоны комфорта, отправившись с ними в Хорватию. Также в шоу вернулся актёр из «1 ночь и 2 дня» Ли Сынги, который выступил в роли «портье» этого сезона.
Второй спин-офф, вышедший в 2014 году после испанского сезона шоу «Дедушки краше цветов», назывался «Юность краше цветов». В нём участвовали певцы и авторы песен Юн Сан, Ю Хиёль и Ли Джак в Перу, а также актёры из сериала «Ответ в 1994» Ю Ёнсок, Сон Ходжун и Баро в Лаосе. Режиссёром перуанских эпизодов был На, а эпизоды в Лаосе снял режиссёр сериала «Ответ 1994» Син Вонхо. Оба спин-оффа также имели высокие рейтинги на кабельном телевидении. Позднее было снято ещё три сезона: в Исландии, Африке (с участием актёров из сериала «Ответ в 1988») и Австралии (с участием бой-бенда Winner).
На также появлялся в эпизодических ролях в двух драматических сериалах телеканала tvN. В качестве мета-шутки о своей реальной альма-матер он сыграл студента из Университета Ёнсе в эпизоде 2 ностальгической campus-драмы «Ответ в 1994». Режиссёр «Ответа в 1994» Син Вонхо и сценарист Ли Уджон ранее работали с На над шоу «1 ночь и 2 дня». Затем, в качестве одолжения Ли Сунджэ, На сыграл полицейского в 66-м эпизоде ситкома Ли «Картофельная звезда 2013QR3».

#### «Три блюда в день»
После «Юности краше цветов» На хотел продолжать экспериментировать. Вдохновлённый жалобами Ли Соджина на то, что ему не нравится готовить, На пригласил Ли на съёмки «Три блюда в день» вместе с актёром из телесериала «Прекрасные времена» Ок Тхэгёном. В рамках проекта Ли и Ок должны были готовить три раза в день из выращенных собственными руками ингредиентов, проживая три дня в неделю в сельской местности в уезде Чонсон провинции Канвондо. Хотя концепция казалась простой, Ли и Ок, оба городские жители, испытывали трудности с выращиванием овощей и сбором урожая с фермы и поля сорго, что приводило к комичным результатам в попытках накормить себя (и еженедельных гостей-знаменитостей). На сказал: «Не все кулинарные шоу должны показывать изысканные и вкусные блюда. Мы стремимся к искренности, которая приходит от приготовления пищи от всего сердца. Я просто хотел создать лёгкое шоу, которое могло бы подчеркнуть маленькие радости жизни. Я хотел поговорить о блюде, приготовленном из овощей из моего сада, и чтобы эти два парня поделились своей домашней едой с друзьями. Основная концепция заключается в том, что это кулинарное шоу, но без аппетитных блюд, потому что эти два парня не умеют готовить».
Во втором сезоне 2015 года На добавил третьего участника, Ким Квангю. Уровень сложности шоу был повышен за счет дополнительного четырехмесячного проекта, демонстрирующего процесс выращивания продуктов питания, от посева до сбора урожая (участникам строго запрещалось покупать продукты в магазинах). На отметил: «Природа сама по себе невероятна. Я хотел показать зрителям, насколько сложно добывать материалы для наших повседневных блюд, которые теперь можно легко приобрести в супермаркетах рядом с нашими домами».

#### «Три блюда в день — Рыбацкая деревня»
В 2015 году На выпустил спин-офф под названием «Три блюда в день — Рыбацкая деревня», действие которого происходит на удалённом острове Манджэ, до которого можно добраться на пароме с материка за шесть часов. Помимо изолированного местоположения, приморский сеттинг требовал более интенсивного физического труда от актёров Чха Сынвона, Ю Хэджина и Сон Ходжуна (Сон заменил Чан Гынсока, когда тот был исключён из шоу после скандала с уклонением от налогов). Зрители были впечатлены кулинарными навыками Ча в условиях ограниченного количества ингредиентов и утвари (отсюда его прозвище «Чаджумма»), и шоу получило рекордный рейтинг в 14,2%. Первый сезон был снят зимой, а второй — летом. В третьем сезоне На добавил нового участника, Нам Джухёка. Место действия было перенесено из рыбацкой деревни в Кочхан, где участники впервые занялись рисоводством. В следующем сезоне шоу вернулось к концепции «рыбацкой деревни», съёмки проходили на острове Дукрян. В нём снялся полностью новый актёрский состав, включая вернувшегося Ли Соджина, а также Юн Гёнсана и Эрика Муна из Shinhwa. Зрители были впечатлены Эриком Муном, который продемонстрировал неожиданные кулинарные навыки и рыболовные знания.
На позже сказал, что его деревенское воспитание в Чхончжу, провинция Чхунчхон-Пукто, повлияло на его работу («Я полная противоположность трендам и утонченности»), и что он специализируется на реалити-шоу, потому что «может рассказать любую историю», редактируя материалы, предоставленные ему операторами, и создавая из них любую сюжетную линию. Он отметил: «У каждого человека есть своя индивидуальность и взгляд на жизнь, которые естественным образом создают истории, когда они объединяются с другими людьми. [...] Рейтинги зрителей всегда могут снижаться. Я не хочу создавать вычурное реалити-шоу, думая только о рейтингах. Я хочу сохранять свой тон при создании реалити-шоу».

#### «Три блюда в день — Морское ранчо»
Седьмой сезон шоу снимался на Тоннядо, отдалённом острове у моря. В отличие от предыдущих сезонов, где участники должны были сами выращивать и готовить себе еду, в этом сезоне концепция была более непринуждённой: участникам нужно было доставлять свежее козье молоко жителям острова.

#### «Новое путешествие на Запад»
Затем он воссоединился с бывшими звёздами шоу «1 ночь и 2 дня» Ли Сынги, Кан Ходоном, Ын Дживоном и Ли Сугын. В рамках проекта участники воплотили персонажей классического китайского романа XVI века «Путешествие на Запад» и отправились в пятидневное путешествие по Сианю, бывшей столице Китая в эпоху династии Тан. «Новое путешествие на Запад» стало первым проектом цифрового бренда контента кабельного канала tvN Go. Это было беспрецедентное для развлекательного шоу решение о распространении исключительно через онлайн-стриминг (на веб-порталах Naver TV Cast и QQ). В отличие от стандартных часовых эпизодов, каждый загруженный видеоклип длился от пяти до десяти минут. Интернет предоставил свободу от ограничений телевизионного вещания, таких как запрет на косвенную рекламу определённых брендов и использование ненормативной лексики (включая упоминания скандалов, связанных с уклонением от уплаты налогов и незаконными азартными играми, в которых были замешаны Кан и Ли соответственно). Шоу имело большой успех: более 42 миллионов просмотров на Naver TV Cast и 10 миллионов просмотров на китайском портале QQ.
Второй сезон шоу был снят в Чэнду, в котором появился новый актёр Ан Джэхён (заменивший Ли Сынги, ушедшего на военную службу). Помимо онлайн-платформ, шоу также транслировалось на кабельном канале tvN. В Китае оно набрало более 100 миллионов просмотров. Третий сезон шоу, в который вошли участники бой-бенда Super Junior — Кюхён и Сон Минхо, был снят в Гуйлине. Четвёртый сезон был снят во Вьетнаме. Пятый сезон был снят в Гонконге с новым участником P.O (Пё Джихун из Block B). Шестой сезон, снятый на Хоккайдо, также транслировался непрерывно. В седьмом сезоне, который был полностью снят в Южной Корее, Ан Джэхён не участвовал из-за личных семейных обстоятельств.

#### «Кухня Юна»

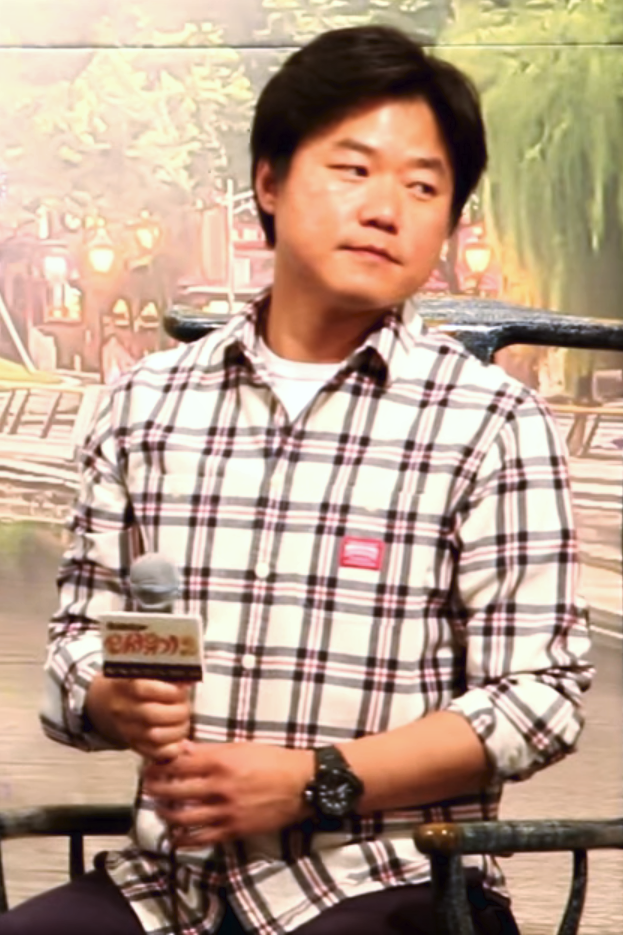
На Ёнсок, 2016 год

В 2017 году компания На запустил новую программу, сосредоточенную на группе южнокорейских знаменитостей (Юн Ёджон, Ли Соджин, Пак Соджун и Чон Юми), которые управляют небольшим рестораном корейской кухни на маленьком острове за границей. Первый сезон был снят в Индонезии, а второй — в Испании. На заявил, что целью шоу является воплощение фантазий людей о владении семейным рестораном в чужой стране. Сериал имел огромный успех: второй сезон набрал 16% рейтинга, что стало рекордом для развлекательных шоу на кабельном канале. Он также способствовал распространению среди молодых корейцев социальной тенденции отказа от образа жизни, ориентированного на работу и деньги, и принятия девиза YOLO («You Only Live Once» — «Ты живёшь только один раз»).

#### «Кухня Кана»
«Кухня Канга» — это спин-офф другой программы На, «Новое путешествие на Запад», в которой участники управляют рестораном, где подают свиные котлеты, на острове Чеджудо. На стесняется.

#### «Маленький домик в лесу»
После успеха шоу «Кухня Юна» На получил возможность создать программу по своему выбору. Он решил снять документальный сериал, в котором две знаменитости (Со Джисоп и Пак Синхе) живут вдали от цивилизации в доме посреди леса на острове Чеджудо, где нет доступа к технологиям и людям. В этом шоу участники должны проводить свой день, выполняя задания и занимаясь базовыми делами, такими как приготовление пищи, разведение костра и рубка дров. На объяснил, что создал это шоу, чтобы показать занятым людям в городах, что существует более медленный и размеренный образ жизни. В соответствии со своей философией создания предыдущих программ, «Маленький домик в лесу» был создан на предпосылке, что зрители получают большое удовольствие, наблюдая за знаменитостями, живущими спокойной и размеренной жизнью.

#### «В гостях у Юн»
«В гостях у Юн» — это третий сезон развлекательной программы, в которой корейские знаменитости (Юн Ёджон, Ли Соджин, Чон Юми, Пак Солжун и Чхве У Сик) управляют отелями в Гурье-гуне, Чолла-Намдо, Республика Корея.

#### «Earth Arcade»
«Earth Arcade» — это новое развлекательное шоу о путешествиях, созданное продюсером На Ёнсоком, которое вышло в эфир в 2022 году. Первый сезон проходил в Таиланде: съёмки первой части прошли в Бангкоке, второй — на острове Самуи, а третьей — в национальном парке Клонг Сок. В шоу приняли участие корейские знаменитости (Ли Ынджи, Мими, Ли Ёнджи и Ан Ю Джин), и программа, а также её участники, завоевали высокую популярность.

#### «Нана тур с Seventeen»
«Нана тур с Seventeen» — спин-офф шоу «Юность краше цветов» (2014–2019). Шоу было переформатировано, чтобы дать группе Seventeen возможность полноценно отдохнуть. Вместо того чтобы оставлять их без присмотра, участники группы отправляются в инклюзивный тур по Италии. Похищенные продюсером На Ёнсоком (На PD), они отправляются в семидневное путешествие по Италии, минуя усталость. Это их первая групповая поездка в Европу, которую они внезапно начали после концерта. Она ощущается как своего рода отпуск с инклюзивным туром, полным дополнительных услуг, адаптированных специально для Seventeen. Шоу было впервые показано в Южной Корее на кабельном канале tvN и его стриминговой платформе TVING с 5 января по 16 февраля 2024 года. Расширенные версии 6 серий были выпущены по всему миру через Weverse в те же дни.

#### «Nana BnB»
«Nana Bnb» — это спин-офф популярного шоу «Нана тур», в котором участники, группа Seventeen, вновь оказываются в центре событий. На этот раз их похищают прямо во время съёмок фейкового контента и доставляют в Поын, провинция Чхунчхон-Намдо, в традиционный сельский дом Минбак (BnB). В рамках этого испытания участники должны готовить как минимум три приёма пищи в день, используя дровяные печи и котлы. Сериал стартовал на шести различных платформах со 2 июня 2025 года.

## Личная жизнь
В 2011 году На Ёнсок женился на своей девушке, которая работала менеджером по закупкам. У них есть дочь.

## Благотворительность
В январе 2023 года На стал первым донором в Чхунчхон-Пукто, пожертвовавшим 5 миллионов вон — самую крупную сумму с момента внедрения системы пожертвований «Love Homeland».

### Комментарии
1. ↑  Исследовательский институт Ёидо — это небольшая группа, в которую входят Ли Мёнхан, На Ёнсок, Син Вонхо и сценаристка Ли Уджон[11]. Они познакомились, когда были старшими и младшими сотрудниками развлекательного отдела KBS. Вчетвером они работали в KBS и добились большого успеха, создав такие популярные программы, как «Мужское достоинство» и «1 ночь, 2 дня». Даже после недавнего перехода в CJ они продолжают добиваться выдающихся результатов в каждой своей программе, неизменно выигрывая джекпот.